# Einer für alle (Lied)
Einer für alle ist ein Schlagersong von Zlatko aus dem Jahr 2001. Das Lied war ein Beitrag zum deutschen Vorentscheid des Eurovision Song Contest 2001, Countdown Grand Prix 2001.

## Entstehung und Veröffentlichung
Der Song wurde von Bob Arnz und Christoph Siemons geschrieben und produziert. Die Single erschien am 19. Februar 2001 und enthält neben dem 3:00 Minuten langen Grand Prix Mix den 3:13 Minuten langen Plastic Mix sowie den 3:14 Minuten langen Classic Mix und die Instrumentalversion des Grand Prix Mix.
Beim Fernsehauftritt beim ESC-Vorentscheid wurde Zlatko mit lauten Buhrufen bedacht, worauf dieser mit dem Ausruf „Danke, ihr Fotzköpfe!“ abtrat. Auch andere Versionen des Ausrufs sind überliefert; der Auftritt vor zehn Millionen Zuschauern beendete schlagartig seine Medienpräsenz. Mit 3,7 Prozent der Stimmen erreichte Zlatko den sechsten Platz von zwölf Teilnehmern.

## Chartplatzierungen
| ChartsChartplatzierungen | Höchstplatzierung | Wochen |
| ------------------------ | ----------------- | ------ |
| Deutschland (GfK)        | 79 (2 Wo.)        | 2      |